# Xã Illinois, Quận Pope, Arkansas
Xã Illinois (tiếng Anh: Illinois Township) là một xã thuộc quận Pope, tiểu bang Arkansas, Hoa Kỳ. Năm 2010, dân số của xã này là 29.813 người.